# Abdoulaye Diabaté (scientifique)
Pour les articles homonymes, voir Diabaté.
Abdoulaye Diabaté, né à une date inconnue, est un parasitologiste burkinabé, professeur et chef du service d'entomologie médicale et parasitologie à l'Institut de recherche en sciences de la santé. Ses recherches portent sur l'utilisation du forçage génétique pour éliminer le paludisme et il dirige Target Malaria Burkina Faso. Il livre les premiers moustiques génétiquement modifiés en Afrique, marquant un moment historique pour la science. Il est lauréat du prix scientifique Falling Walls (en) 2023 pour la gestion de la science et de l'innovation.

## Biographie

### Enfance et formation
Diabaté grandit dans un petit village du Burkina Faso. Enfant, il souffre de nombreux épisodes de paludisme et il faillit mourir à l'âge de quatre ans. Cette expérience est déterminante dans sa vocation d'entreprendre une carrière scientifique et de la consacrer à la recherche de solutions innovantes pour lutter contre le paludisme. Il obtient un doctorat en biologie animale et écologie à l'université de Ouagadougou. Diabaté étudie notamment la résistance aux insecticides. Il obtient son doctorat en parasitologie à l'université Montpellier-II. Il est chercheur postdoctoral au Laboratoire de recherche sur le paludisme et les vecteurs des National Institutes of Health à partir de 2005. C'est la première fois qu'il quitte le Burkina Faso et il rejoint un groupe de recherche étudiant Anopheles gambiae. Après avoir terminé sa bourse, il retourne au Burkina Faso en 2009 et occupe un poste à l'Institut de Recherche en Sciences de la Santé à Bobo-Dioulasso, au Burkina Faso,.

## Recherches et carrière

### Target Malaria
Ses recherches se concentrent sur la biologie des populations et la biologie des moustiques mâles. En 2009, il s'intéresse particulièrement aux méthodes permettant d'interrompre l'accouplement des moustiques et aux approches associées en matière de contrôle des maladies à transmission vectorielle. Il retourne au Burkina Faso en 2009, où il reçoit une subvention de recherche sur les maladies tropicales (TDR) de l'Organisation mondiale de la santé. Il s'associe à l'université de Keele et commence à étudier des essaims d'Anopheles gambiae. Il reçoit une bourse du Conseil de la recherche médicale et du Département du Développement international pour le programme African Research Leader Scheme et élargit son programme de recherche sur l'entomologie médicale. 
En 2013, il reçoit le Royal Society Pfizer Award pour ses travaux sur la biologie des anophèles. Il est le pionnier de certains des travaux les plus avancés sur l'utilisation de moustiques génétiquement modifiés pour lutter contre le paludisme et il dirige l'équipe Target Malaria (en) Burkina Faso/IRSS lors de la première libération de moustiques génétiquement modifiés en Afrique en 2019,,. Ce moustique est développé au Royaume-Uni à l'Imperial College de Londres, testé au Royaume-Uni et en Italie et importé à l'insectarium de l'Institut de Recherche en Sciences de la Santé (IRSS) de Bobo-Dioulasso, au Burkina Faso. Il l’étudie actuellement en utilisation confinée et espère procéder à une libération expérimentale sur le terrain en 2025.

### Champignons
L'équipe de Diabaté modifie génétiquement le champignon Metarhizium pingshaense (en) pour délivrer des protéines insecticides dans le sang des moustiques. Ce champignon transgénique est conçu pour exprimer une neurotoxine d'araignée spécifique aux insectes (bloqueur de canal Ca++/K+). 

## Prix et distinctions
En 2013 la Royal Society lui décerne son prix Pfizer. En 2020 il est lauréat du prix Newcomb-Cleveland de l'Association américaine pour l'avancement des sciences, pour l'article A single fast radio burst localized to a massive galaxy at cosmological distance. Il est désigné Future Perfect de Vox Media 2022 .
En 2022 le Gouvernement du Burkina Faso l'élève au rang de Chevalier des Palmes Académiques. En 2023 il reçoit le Prix scientifique Falling Walls (en) pour la gestion de la science et de l'innovation ,.

## Publications (sélection)
- (en) Abdoulaye Diabate, Thierry Baldet, Fabrice Chandre, Martin Akoobeto, T Robert Guiguemde, Frédéric Darriet, Cécile Brengues, Pierre Guillet, Janet Hemingway, Graham J Small et Jean Marc Hougard, « The role of agricultural use of insecticides in resistance to pyrethroids in Anopheles gambiae s.l. in Burkina Faso », American Journal of Tropical Medicine and Hygiene, American Society of Tropical Medicine and Hygiene (d), vol. 67, no 6,‎ 1er décembre 2002, p. 617-622 (ISSN 0002-9637 et 1476-1645, PMID 12518852).
- (en) Francesco Baldini, Nicola Segata, Julien Pompon, Perrine Marcenac, W Robert Shaw, Roch K Dabiré, Abdoulaye Diabaté, Elena Levashina et Flaminia Catteruccia, « Evidence of natural Wolbachia infections in field populations of Anopheles gambiae », Nature Communications, NPG, vol. 5, no 1,‎ 6 juin 2014, p. 3985 (ISSN 2041-1723, OCLC 614340895, PMID 24905191, PMCID 4059924, DOI 10.1038/NCOMMS4985).
- (en) Abdoulaye Diabaté, Adama Dao, Alpha S Yaro, Abdoulaye Adamou, Rodrigo Gonzalez, Nicholas C Manoukis, Sékou F Traoré, Robert W Gwadz et Tovi Lehmann, « Spatial swarm segregation and reproductive isolation between the molecular forms of Anopheles gambiae », Proceedings of the Royal Society B, Royal Society, vol. 276, no 1676,‎ 4 septembre 2009, p. 4215-4222 (ISSN 0962-8452 et 1471-2954, PMID 19734189, PMCID 2821344, DOI 10.1098/RSPB.2009.1167).
- Abkallo, H.M., Arbuthnot, P., Auer, T.O. et al. Making genome editing a success story in Africa. Nat Biotechnol (2024). https://doi.org/10.1038/s41587-024-02187-2
- Brian Lovett, Etienne Bilgo, Souro Abel Millogo, Abel Kader Ouattarra, Issiaka Sare, Edounou Jacques Gnambani, Roch K. Dabire, Abdoulaye Diabate, Raymond St. Leger (en), « A single fast radio burst localized to a massive galaxy at cosmological distance », Science, vol. 364, no 6443,‎ 31 mai 2019, p. 894-897 (DOI 10.1126/science.aaw8737, lire en ligne).